# Aeroportul Internațional Ercan
Aeroportul Internațional Ercan (IATA: ECN, ICAO: LCEN) este un aeroport din Tymvou⁠(d), Lefkoşa District⁠(d), Republica Turcă a Ciprului de Nord ce deservește zona Republica Turcă a Ciprului de Nord. Aeroportul a fost tranzitat în iunie 2024 de 407.516 pasageri.
Situat la o altitudine de 123 m, aeroportul dispune de o singură pistă.